# Pallasz (titán)
A görög mitológiában Pallasz vagy Pallant (/ˈpæləs/; ógörög: Πάλλας) Hésziodosz szerint a titánok, Kriosz és Eurübia fia volt, Asztraiosz és Perszész testvére, Sztüx férje, valamint Zélosz ("Buzgóság" vagy "Versengés"), Niké ("Győzelem"), Kratosz ("Erő" vagy "Hatalom") és Bié ("Hatalmasság" vagy "Erőszak") apja. Hyginus szerint Pallasz, akit "az óriásnak" nevez, Sztüxszel együtt nemzette Szküllát, Fontust ("Források") és Lacust ("Tavak"). Pallaszt időnként a hadviselés és a tavaszi hadjáratok titán isteneként tartották számon.

## Család
A Hermészhez írt homéroszi himnusz a holdistennőt, Szelénét (akit általában a titán Hüperión és Theia lányaként tartanak számon), egy Pallasz nevű, Megamédész (egyébként ismeretlen) fiától származó lányként említi, aki talán ugyanaz a Pallasz. Ovidiusz a "Pallantiász" vagy "Pallantisz" nevet használja Aurórára, aki a görög Éósz ("Hajnal") római megfelelője, és Szeléné testvére volt; Ovidius úgy tekinti, hogy Auróra (vagy Éósz) Pallasz lánya (vagy más módon kapcsolódik hozzá).
A Suda Athéné "Pallasz" melléknevének lehetséges eredetét a lándzsa forgatásából (pallein) vezeti le. A földrajztudós Pauszaniasz arról számol be, hogy Pelléné, egy Akhájában található város lakói azt állították, hogy Pallaszról nevezték el a várost, míg az argosziak azt állították, hogy az argoszi Pellénről kapta a nevét.